# Mỹ Thể
Mỹ Thể (tháng 7, 1941 - 8 tháng 10 năm 2000) là một nữ ca sĩ nhạc vàng Việt Nam, nổi tiếng với bài hát Ai lên xứ hoa đào và Bài thơ hoa đào.

## Tiểu sử
Mỹ Thể là nghệ danh của Công Huyền Tôn Nữ Mỹ Thể, sinh tháng 7 năm 1941 tại Huế trong một gia đình hoàng tộc. Năm 1943, cha bà qua đời, bà về Phan Thiết sinh sống cùng mẹ. 
Bà đã được mẹ bà khuyến khích đi hát từ nhỏ. Cho đến năm 1958, bà vào Sài Gòn học. Đến năm 1963, bà bắt đầu đi hát tại Phòng trà Chi Lăng của nhạc sĩ Nguyễn Hữu Thiết. Cũng trong năm 1963, bà kết hôn với nhạc sĩ Nguyễn Hữu Sáng và ly dị sau hơn 11 năm chung sống. Năm 1965, bà gia nhập đoàn Hoa Tình Thương và Biệt Đoàn Văn Nghệ Trung Ương. Bà đã từng có một thời gian lên Đà Lạt sinh sống khoảng vài năm, sau đó bà trở về Sài Gòn hoạt động âm nhạc.
Những năm 1968 đến năm 1970, bà thường xuất hiện tại phòng trà Đêm Màu Hồng của Phạm Đình Chương, Queen Bee, Maxim, Palace và vũ trường Ritz của Jo Marcel. Sau thời gian trên thì bà được một số hãng băng dĩa cộng tác. Năm 1972, bà đi hát tại hội chợ Thạt Luông ở Lào và ngưng hát vào năm 1975.
Tháng 3 năm 1980, bà sang Hoa Kỳ định cư và vẫn đi thu băng cho một số hãng dĩa. Năm 1989, bà tái hôn lần thứ hai với một người chồng là viên chức Pháp, vẫn đi thu băng cho một số trung tâm. Năm 1996, bà phát hiện mình bị ung thư, và vì Paris bà không chịu được khí hậu lạnh, nên chuyển về Florida sinh sống và ngưng hát, chỉ xuất hiện trong một số chương trình gây quỹ. Đầu năm 2000, bà về Paris chữa bệnh ung thư và qua đời vào ngày 8 tháng 10 năm 2000.

## Nhận xét
Bà đã được ca sĩ Jo Marcel công nhận là Nữ ca sĩ thuộc nhiều bài hát nhất. Đến năm 1971, nhạc sĩ Phạm Duy giới thiệu cô là một giọng ca phong phú nhất hiện nay.
Một số ca sĩ nhận xét về bà cho rằng, bà có giọng ca phong phú và có một làn hơi khỏe. Báo Kịch Ảnh số 456, từng nhận xét rằng như sau.
Mỗi lần Mỹ Thể bước lên máy vi âm là tiếng hát của nàng tỏa ra, bao trùm khắp căn phòng, như cuốn hút, như bó buộc mỗi người phải lắng tai nghe.— Báo Kịch Ảnh số 456.

## Gia đình
Bà kết hôn với nhạc sĩ Nguyễn Hữu Sáng vào năm 1963 và có 4 người con, trong đó có một người con tên Mỹ Thiện làm ca sĩ. Năm 1989, bà tái hôn với người chồng thứ hai tên Philippine và không có con.

## Album
- CD Mỹ Thể: Đường Xưa Lối Cũ
- CD Mỹ Thể: Những Buổi Chiều Vàng
- CD Giáng Ngọc - Tình khúc Hoàng Nguyên: Ai Lên Xứ Hoa Đào